# 2019冠狀病毒病岐阜縣疫情
2019冠狀病毒病岐阜縣疫情（日语：／），介紹日本的2019冠狀病毒病（COVID-19）疫情中，在岐阜縣内發生的情況。

## 個案數字
Template:2019冠狀病毒病病例數/日本/岐阜縣

## 疫情發展

### 2020年

#### 4月
- 4月4日 - 縣内第1宗死亡個案，為可兒市的70多歲男性[2]。
- 4月13日 - 岐阜縣與岐阜市設立疾病叢聚對策合同本部[3]。
- 4月16日 - 縣内第2宗死亡個案[4]，為岐阜市的80多歲女性[4]。
- 4月19日 - 縣内第3宗死亡個案[5]，為70多歲男性，屬於岐阜市料理店感染群組[5]。
- 4月20日 - 縣内第5宗死亡個案[2]，為可兒市70多歲女性，屬於發生群聚感染的兩個合唱團[2]，是縣内第1宗死亡個案之妻[2]。

#### 5月
- 5月14日 - 縣内第7宗死亡個案[6]，為70多歲男性[6]。

## 集體感染事例
- 岐阜市 夜店群組

3月31日出現首宗確診個案，及後員工及顧客陸續確診，最終出現47宗確診個案。顧客中有在岐阜大学醫院工作的醫生，醫院被迫停止門診2星期。5月5日宣布終結。
- 岐阜市 料理店群組

出現員工、客人等14宗確診個案，並出現1宗死亡個案。5月5日宣布終結。
- 岐阜市、羽島市 企業A、B感染群組

出現員工等11宗確診個案。5月5日宣布終結。
- 可兒市 健身房群組
- 可兒市 合唱團A群組
- 可兒市 合唱團B群組

## 影響
3月31日，在奥飛驒温泉鄉經營旅館的「奥飛驒藥師的湯本陣」（奥飛騨薬師のゆ本陣）因負債約2億1000万日圓，進入破產程序，被認為縣内首宗與疫情有關的破產。

## 外部連結
- 關於新型冠狀病毒感染症（页面存档备份，存于） - 岐阜縣
- 岐阜縣 新型冠狀病毒感染症對策網站（页面存档备份，存于）